# Stazione di Gallipoli
Stazione di Gallipoli vasútállomás Olaszországban, Puglia régióban, Gallipoli településen.

## Vasútvonalak
Az állomást az alábbi vasútvonalak érintik:
- Zollino–Gallipoli-vasútvonal
- Gallipoli–Casarano-vasútvonal

## Kapcsolódó állomások
A vasútállomáshoz az alábbi állomások vannak a legközelebb: 
- Gallipoli Porto train station
- Gallipoli Via Agrigento railway station
- Gallipoli Via Salento railway halt